# اداره ماهی و حیات وحش ایالت واشینگتن

Logo for WDFW

اداره ماهی و حیات وحش ایالت واشینگتن (انگلیسی: Washington Department of Fish and Wildlife) مدیریت مکان‌های طبیعی و حفظ حیات وحش و جانوان آبزی را به عهده دارد.